# Clorinda (Jerusalén Liberada)

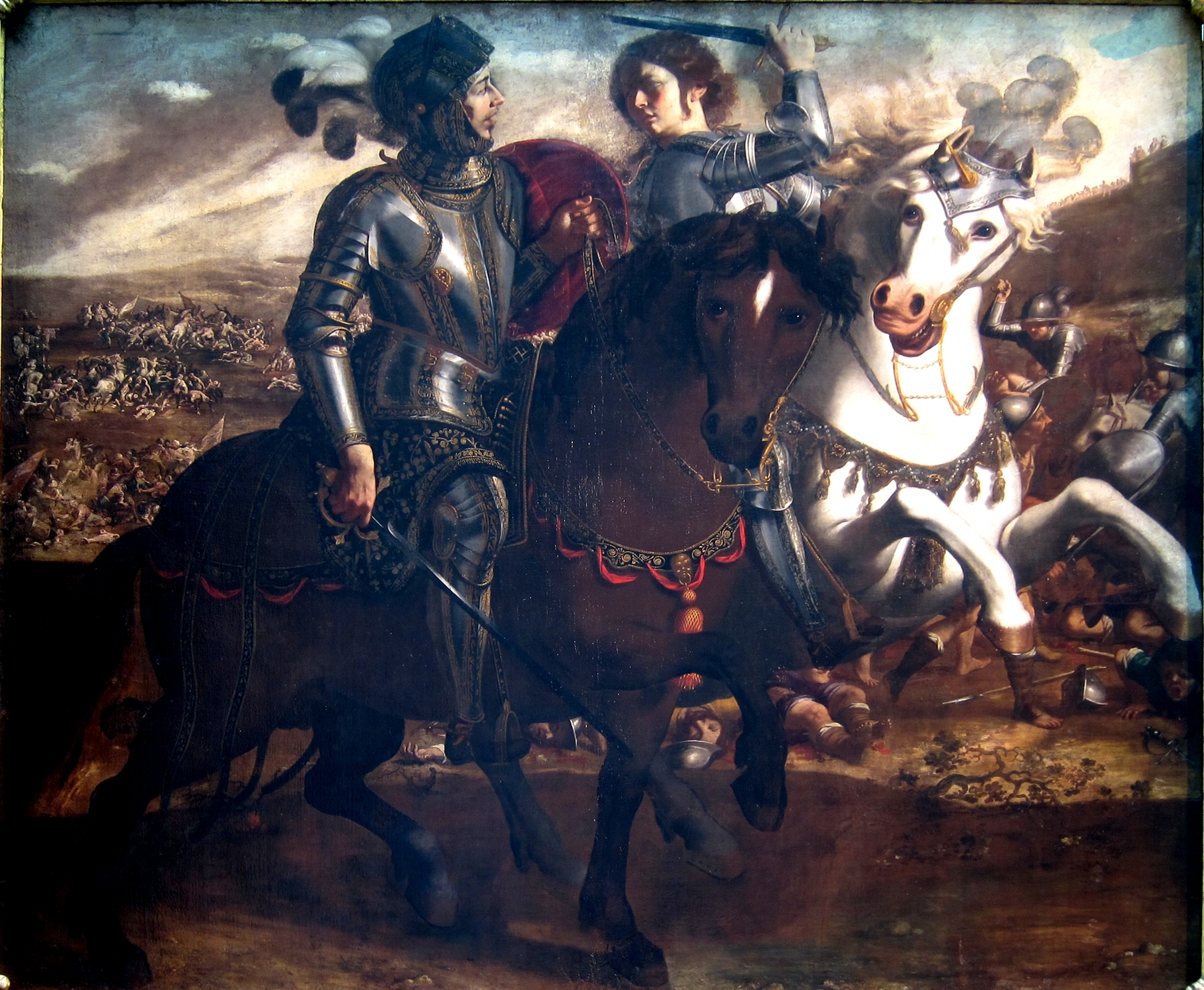
Clorinda ataca a Tancredi, de la serie de Paolo Domenico Finoglia

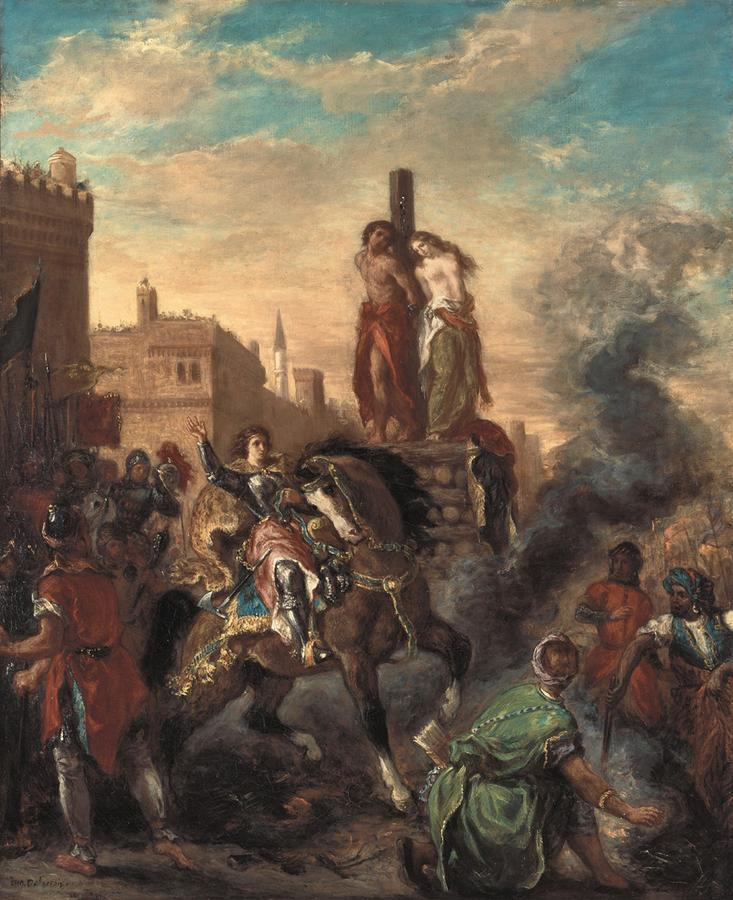
Clorinda rescata a Olindo y Sophronia de Eugène Delacroix, pintura en la Neue Pinakothek.

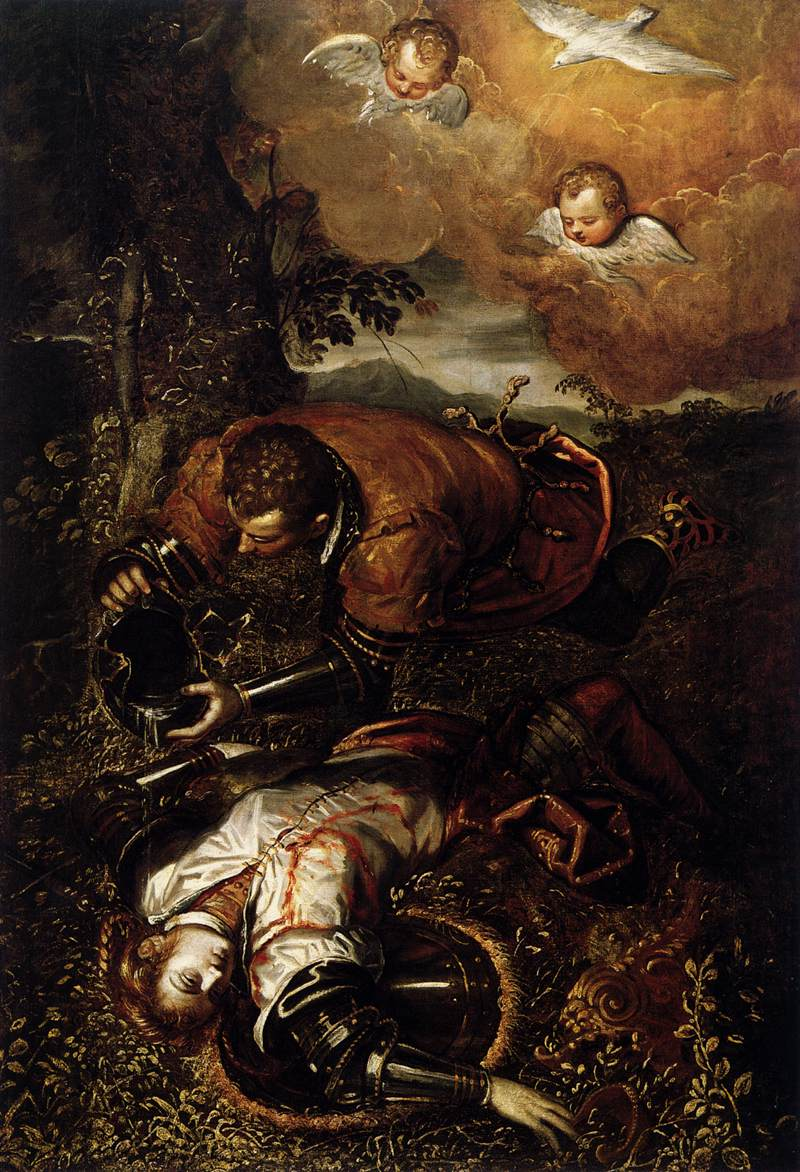
Tancredi bautizando a Clorinda por Domenico Tintoretto, c. 1585.

Clorinda es un personaje ficticio que aparece en el poema Jerusalén Liberada del poeta italiano Torquato Tasso, publicado por primera vez en 1581. Clorinda es una guerrera del ejército sarraceno.

## Descripción
Clorinda es una princesa etíope que nace con la piel blanca porque su madre, cristiana, había adorado diariamente durante su embarazo una imagen de la Virgen representada como blanca y rubia (en la época de Tasso se creía que podían producirse fenómenos de este tipo por efecto de la imaginación)
En discurso de tiempo esta ha parido
A ti, gentil y cándida figura;
Y por ser negra, y negro su marido,
Por monstruo te juzgó de la natura;
Y como al Rey zeloso ha conocido,
Celar el nuevo parto le procura;
De tu color temiendo que formase

Sospecha impura que su honor manchase.
Aunque es de etnia africana, pues, su piel es blanca y su largo pelo largo es rubio. Clorinda lleva armas y armaduras finamente forjadas de estilo exótico (desde el punto de vista de los habitantes de Jerusalén), y lleva un casco con una gran cresta de plata en forma de tigre, su símbolo en la batalla, y sobre su armadura lleva una sobrevesta nivea, tejida en plata.
Totalmente armada, no es posible distinguir a Clorinda de un caballero corriente: de hecho, quienes no la conocen siempre la confunden con un hombre de linaje noble por su porte orgulloso. Tiene una alma noble y magnánima, pero un temperamento irascible y destaca como líder y guerrera de increíble valor, mostrando habilidades extraordinarias tanto en el uso del arco como con la espada.

## Historia
Clorinda es la hija de Senapo, rey cristiano de Etiopía, y su esposa. Cuando la niña nace y resulta ser blanca, la reina, temiendo que su piel blanca pueda parecer a su celoso marido una prueba de infidelidad, decide mostrarle una niña de piel oscura y confiar la pequeña Clorinda a Arsete, un criado eunuco, para que la críe lejos. La reina rogó a San Jorge que velara por la niña y expresó el deseo de que fuera educada en la fe cristiana y bautizada: de hecho, según la costumbre etíope de la época, la niña no podía ser bautizada hasta sesenta días después de su nacimiento.
Tras huir al bosque, Arsete se topa con un tigre y, abandonando a la recién nacida, se refugia apresuradamente en un árbol. El tigre no destroza a Clorinda, sino que la amamanta. Cuando la bestia se ha ido, Arsete la recoge y llega a un pequeño pueblo, donde se queda durante dieciséis meses. Sin embargo, no respeta el deseo de la reina de bautizar a la niña y opta por educarla según su religión, el islam. Al acercarse a la vejez, y habiéndose enriquecido gracias al oro que le dejó la reina, Arsete decide regresar a Egipto, su tierra natal. Durante el viaje, perseguido por los ladrones, se ve obligado a saltar a un río embravecido. La corriente es demasiado fuerte y Clorinda se le escapa de las manos, sólo para ser arrastrada a salvo por las olas hasta la arena. Esa noche, a Arsete se le aparece en un sueño San Jorge, que le revela el carácter milagroso de los episodios del tigre y el río y le ordena que bautice a la niña. El eunuco, sin embargo, no está convencido y, creyendo que su fe es verdadera, considera que el sueño es una fantasía engañosa.
Por ello, Clorinda es educada en la religión islámica y Arsete, ya convertido en una figura paterna devota, le oculta sus verdaderos orígenes. Desde joven Clorinda se revela atraída por las armas, valiente y atrevida, desafiando las costumbres y convirtiéndose con los años en líder, adquiriendo tierras y gran fama, siempre acompañada, incluso en las campañas de guerra, por el anciano Arsete.
Cuando, durante el avance de la Cruzada, los cristianos derrotan al ejército musulmán, Clorinda, después de la batalla, se dirige a una fuente para refrescarse; allí es vista por Tancredo, que queda impresionado por su belleza y se enamora perdidamente de ella. Tras ver a su enemigo, se pone el casco y se prepara para atacarlo, pero se ve obligada a huir por la llegada de un gran número de caballeros cruzados.
En la época en la que se desarrolla la historia, Clorinda ha llegado a Jerusalén desde Persia para luchar contra los invasores, a los que ya se ha enfrentado y derrotado varias veces. Aquí se une al consejo de guerra del rey Aladino y toma el mando de algunas tropas, desempeñando siempre un papel importante en la organización de la estrategia y las batallas campales.
Aparece por primera vez en el segundo canto del poema, cuando rescata a Sofronia y Olindo, dos amantes cristianos de Jerusalén, de ser ejecutados por Aladino. Aparece luego bajo el mando del rey de Jerusalén, Aladino, ayudando con las defensas de la ciudad, junto con el valiente caballero Argantes. Tancredo y Clorinda se enfrentan a caballo; las lanzas se rompen y la heroína pierde el casco, dejando al descubierto su cabello rubio. Tancredi la reconoce de repente y, cuando ella le asalta, no tiene el valor de golpearla y se limita a defenderse de los golpes. Consigue sacarla de la refriega y allí le declara su amor, pero ésta no tiene tiempo de responderle pues llegan soldados cristianos, y solo la rápida intervención de Tancredi evita que la guerrera sea atacada. Clorinda finalmente regresa tras las murallas de la ciudad junto con Argante y sus tropas.
Erminia, compañera de Clorinda, está enamorada de Tancredo, y escapa de Jerusalén disfrazada como ésta, con el propósito de colarse en el campamento cristiano y declararle su amor, pero al ser sorprendida afuera por un grupo de caballeros, huye y se pierde en los bosques.
Tras varias batallas en las que Clorinda se muestra invencible, juzgando deshonroso su rol de lanzar flechas desde lejos en lugar de luchar en la refriega. Entonces decide intentar una misión arriesgada pero provechosa: hacer una incursión nocturna y quemar la peligrosa torre de asedio que los cristianos han estado usando y que los herreros cruzados estaban reparando a poca distancia de las murallas. Informa de su intención a Argante, que quiere acompañarla a toda costa, y al rey Aladino, que está encantado con su valor. Mientras la heroína se prepara, Arsete, que ha tenido un sueño premonitorio, se acerca a ella y le cuenta la verdad sobre sus orígenes cristianos y le sugiere que se convierta al cristianismo si así lo desea. Clorinda le agradece, pero le explica que no pretende cuestionar su palabra ni su religión. Clorinda y Argante son descubiertos, pero aún así consiguen incendiar la torre. En el desorden que sigue, Argante consigue volver a entrar en Jerusalén, mientras que Clorinda se queda fuera. Con la ayuda de la oscuridad planea llegar a otra puerta, pero es descubierta y perseguida por Tancredo, que no la reconoce en su armadura y en medio de la oscuridad.

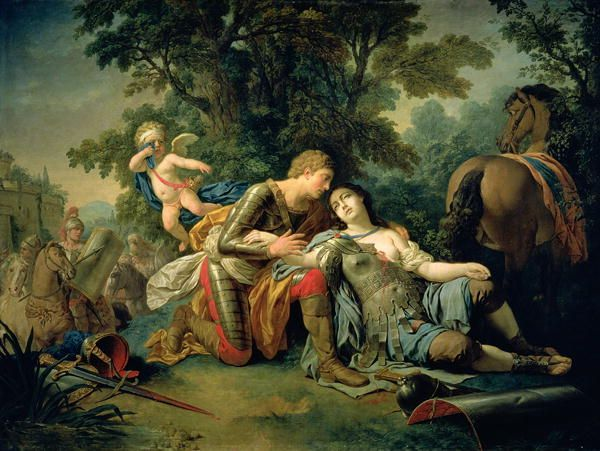
Clorinda muriendo en brazos de Tancredo. Tancredo y Clorinda de Louis Jean François Lagrenée (1761)

Los dos se ensarzan en batalla, hieriéndose mutuamente varias veces pero siguen luchando durante mucho tiempo, sin que ninguno ceda. Al final, agotada, Clorinda recibe una puñalada en el pecho y se desploma. Al morir, es tocada por la gracia de Dios y pide ser bautizada. El caballero, conmovido por el débil tono de sus palabras, pierde toda la furia y llena de agua su casco en un pequeño arroyo. Tras quitarle el casco a su enemigo, se sorprende al ver el rostro de su amada. Temblando, vierte el agua y pronuncia la fórmula ritual. En el momento de su muerte, Clorinda se tranquiliza y sonríe. Ya sin fuerzas para hablar, levanta el brazo hacia Tancredo en señal de paz y fallece.
Tancredo se desploma en el suelo por el dolor y las heridas, divagando y angustiado, y es recogido por un pelotón de soldados cristianos. Apartándose de las costumbres de la caballería, el capitán da órdenes de llevarse el cuerpo de la heroína para evitar que sea mutilado por los lobos. Tancredo contempla el suicidio, pero agotado por las angustiosas noches de vigilia y llanto, se queda dormido. En el sueño se le aparece Clorinda, bañada en luz divina, explicándole cómo, al matarla por error, la ha consignado a la gracia de Dios y a la dicha eterna; la heroína le invita entonces a no desesperar y le revela su amor.
El cuerpo de Clorinda es finalmente enterrado acompañado por las antorchas de un largo cortejo fúnebre. Sobre la tumba se coloca una lápida tallada, en la medida en que las limitaciones de la guerra lo permiten, y sus armas, en forma de trofeo, se cuelgan de un pino desnudo sobre ella.
El personaje de Clorinda fue inspirado en parte por Camila, personaje de Virgilio, y por Bradamante en la obra de Ariosto; las circunstancias de su nacimiento (una niña blanca nacida de padres africanos) se inspiran en el personaje principal (Cariclea) de la antigua novela griega Etiópicas de Heliodoro de Emesa.

## En las artes
Il combattimento di Tancredi e Clorinda es una escena operística a tres voces de Claudio Monteverdi, que dramatiza la lucha final, y que fue presentada por primera vez en 1624, y se ha hecho popular desde el resurgimiento en el interés hacia la música antigua a mediados del siglo XX. Si bien la multitud de óperas del siglo XVIII basadas en la obra de Tasso cubren principalmente diferentes partes de la trama, especialmente la historia de Armida, Clorinda fue el primer papel de contralto en la ópera francesa, en Tancrède, una tragédie en musique de 1702 del compositor francés André Campra y del libretista Antoine Danchet.
La batalla de Clorinda y Tancredo y su conversión y muerte fueron temas especialmente populares entre los artistas.